# Новий Двур (гміна Короново)
Новий Двур (пол. Nowy Dwór, нім. Neuhof) — село в Польщі, у гміні Короново Бидґозького повіту Куявсько-Поморського воєводства.
Населення — 628 осіб (2011).
У 1975-1998 роках село належало до Бидгощського воєводства.

## Демографія
Демографічна структура станом на 31 березня 2011 року:
|          | Загалом | Допрацездатний вік | Працездатний вік | Постпрацездатний вік |
| -------- | ------- | ------------------ | ---------------- | -------------------- |
| Чоловіки | 317     | 65                 | 216              | 36                   |
| Жінки    | 311     | 65                 | 176              | 70                   |
| Разом    | 628     | 130                | 392              | 106                  |